# Parc national de Gobi Gurvansaikhan

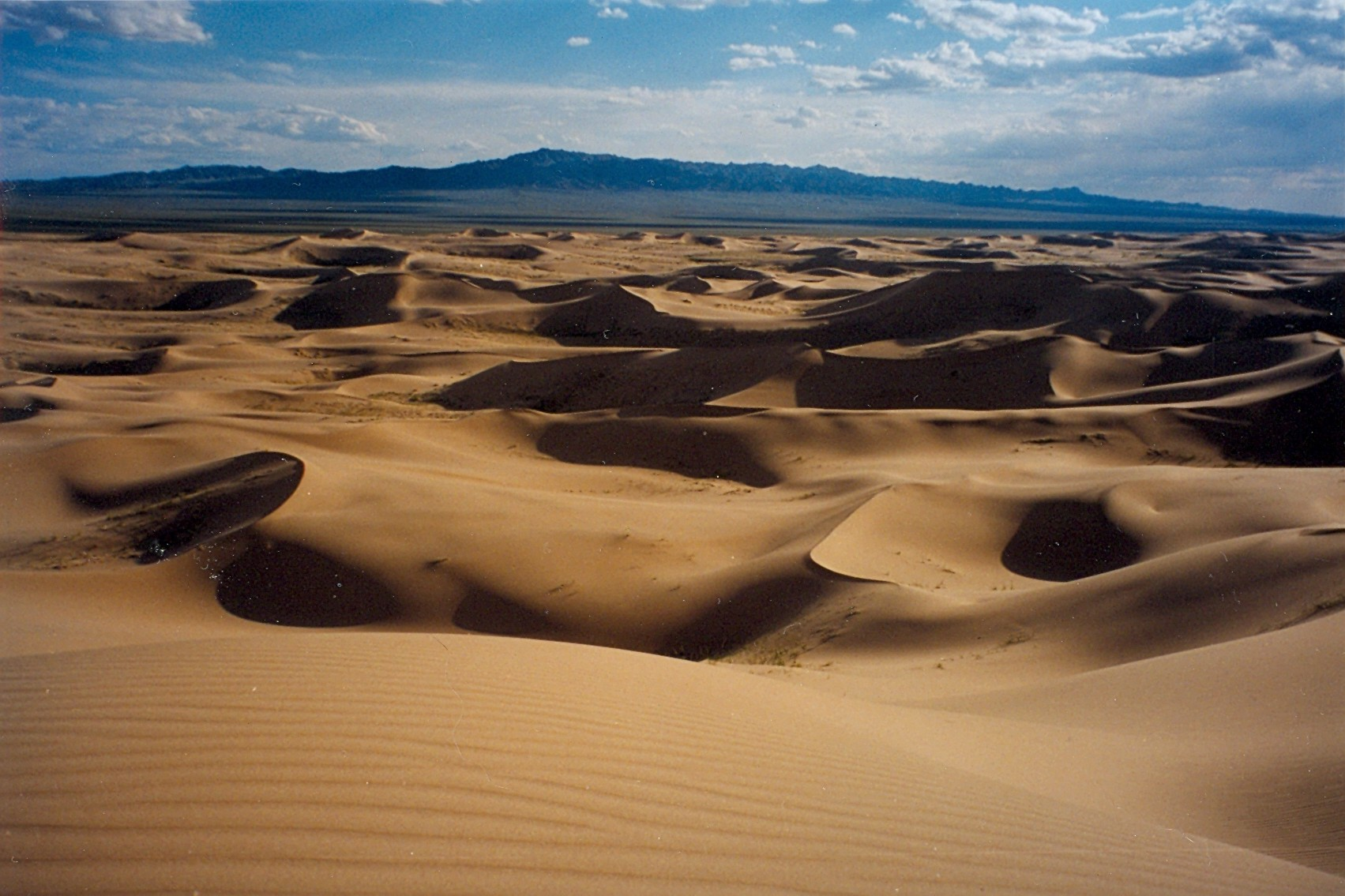
Des dunes à Khongoryn Els.

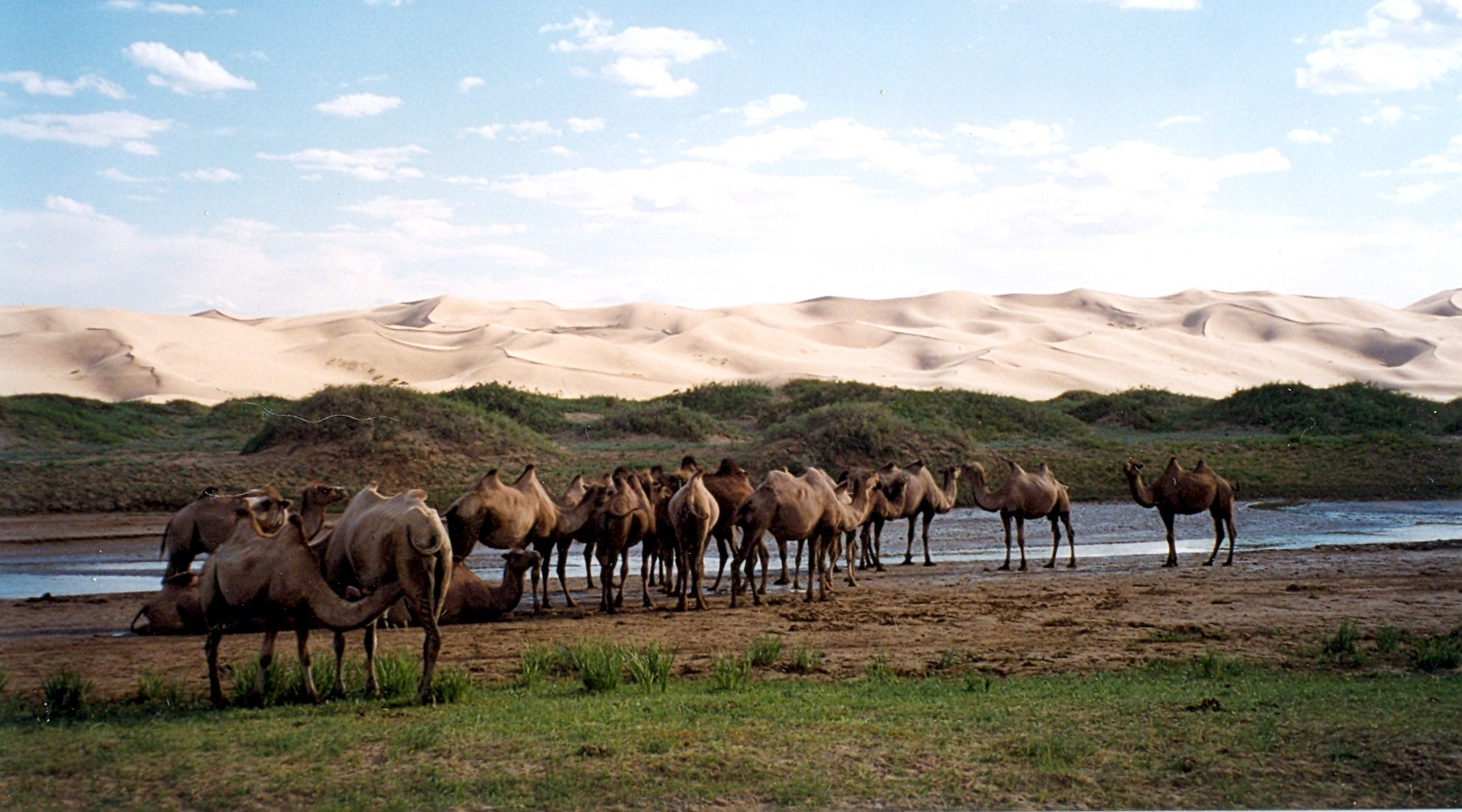
Des chameaux asiatiques près des dunes de Khongoryn Els.

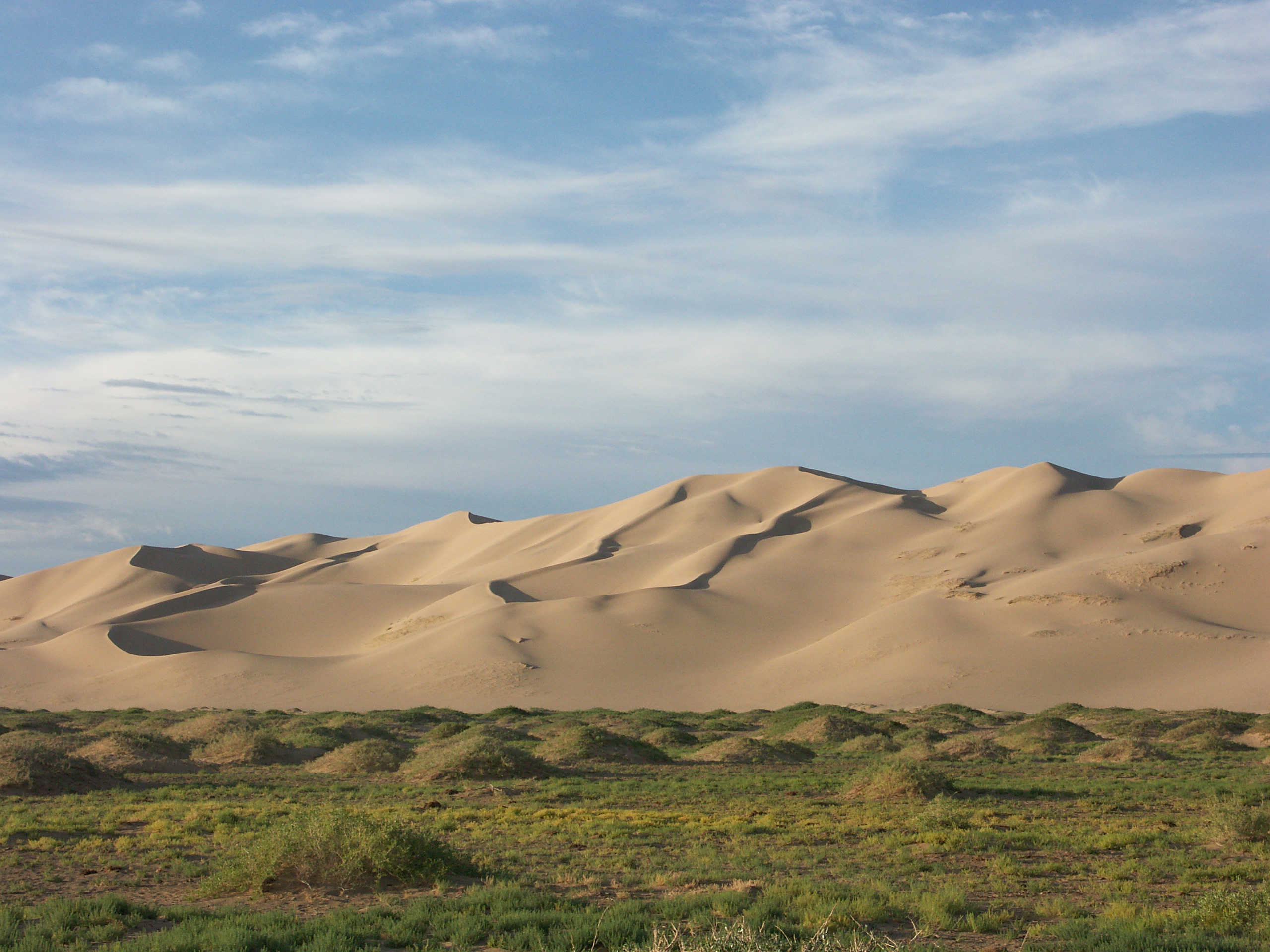
Les dunes de Khongoryn Els

Le parc national de Gobi Gurvansaikhan est un parc national du sud de la Mongolie. Le parc est établi en 1993, et en 2000, il avait déjà sa taille actuelle. Avec 27 000 km2,  le Parc National de Gobi Gurvansaikhan est le parc le plus grand de la Mongolie. 
Il reçoit son nom des montagnes de Gurvan Saikhan (en mongol, Гурван Сайхан, trois beautés, de ses chaînes orientale, moyenne et occidentale de la partie de l'est du parc). 
Le parc est situé à la frontière du nord du désert de Gobi et ses plus hautes élévations contiennent des zones steppiques. Il y a plusieurs espèces autochtones comme l'once ou le chameau de Gobi. Il y a aussi des zones célèbres par leurs dunes comme Khongoryn Els (les sables chantants). Une autre attraction touristique est la vallée de Yolyn Am, qui présente une grande bande de glace presque toute l'année. 
Le parc national de Gobi Gurvansaikhan est accessible via le village de Dalanzadgad, accessible via l'aéroport d'Oulan-Bator.